# Oko świata. Od Konstantynopola do Stambułu
Oko świata. Od Konstantynopola do Stambułu – książka napisana przez Maxa Cegielskiego. 
Reportaż przedstawia dzieje miasta od starożytnego Bizancjum poprzez średniowieczny Konstantynopol aż po dzisiejszy Stambuł.
Autor otrzymał za książkę Nagrodę im. Beaty Pawlak w 2009 roku.